# Bystrické sedlo
Bystrické sedlo (1190 m n. m.) je horské sedlo v hlavním hřebeni Kremnických vrchů, oddělující vrcholy Skalka a Mýtný vrch (1221,4 m n. m.). Je pojmenované podle Banské Bystrice, nad kterou sedlo leží.

## Přístup
- po  červené značce ze Skalky nebo z Králického sedla
- po  modré značce z obce Králiky nebo z rozcestí Skalka